# Duca Leindecker
Eduardo Tavares Leindecker (Porto Alegre, 5 de abril de 1970) é um cantor, compositor, multi-instrumentista e escritor brasileiro.
Foi o líder da banda Cidadão Quem. De 2008 a 2012 formou a Pouca Vogal, com Humberto Gessinger.

## Biografia

### Carreia musical
De ascendência alemã, em 1983, aos 13 anos, iniciou na profissão de cantar e tocar um instrumento com apresentação em bar de Porto Alegre (RS), chamado Charllot.
Tocava vários instrumentos, tendo sido distinguido pela crítica especializada como o melhor guitarrista do ano por três temporadas consecutivas. Aos dezessete anos gravou um disco solo e, no início dos anos 90, foi convidado por Bob Dylan para fazer a abertura dos seus shows no Brasil.
Com a banda Cidadão Quem, lançou sete CDs e um DVD e participou do Rock in Rio III.
É autor de trilhas para telenovelas.
Além das bem sucedidas carreiras-solo e com a Cidadão Quem, Duca foi integrante da Bandaliera, banda de rock do sul do Brasil. No ano de 2007, compôs em parceria com o baixista e vocalista dos Engenheiros do Hawaii Humberto Gessinger, a canção Força do Silêncio, que rendeu à dupla a conquista do Prêmio Açorianos.
De 2008 a 2012, Duca se dedicou ao Pouca Vogal, um duo com Humberto Gessinger que rendeu o lançamento de dois álbuns. Os dois cruzaram o país no tour do CD e DVD gravado ao vivo em Porto Alegre. O dueto compôs novas músicas, mas sem deixar de tocar nos shows os grandes sucessos da Cidadão Quem e dos Engenheiros do Hawaii.
Lançou em 2013, seu álbum solo intitulado Voz, Violão e Batucada.
Em 2015, lançou seu primeiro DVD solo, Plano Aberto, com a participação de Tiago Iorc e Gessinger. 
Em fevereiro de 2018, faz o show de abertura para Phil Collins em Porto Alegre. Em maio, lança Baixar Armas, onde mescla otimismo e luto.
Em 12 de abril de 2020, lança o EP Próximo Céu, trabalho que traz quatro músicas inéditas e foi parcialmente gravado e finalizado em seu home studio durante o período de isolamento da pandemia do Covid 19.
Em 2020, lança o single "Triângulo", primeira música gravada com o filho Guilherme Leindecker no baixo e que também conta com Claudio Matos na bateria.
Em dezembro de 2023, lança o álbum Pedidos – Duca Leindecker ao vivo.

### Carreira literária
Em 1999, publicou seu primeiro livro A Casa da Esquina, que foi um dos mais vendidos na 45ª Feira do Livro de Porto Alegre e se tornou um best-seller, com mais de dez edições.
Em 2002, lançou o segundo, A favor do vento.
Em 2013, lançou o terceiro: O menino que pintava sonhos, que foi um dos maiores sucessos na Feira do Livro de Porto Alegre em 2013.

### Vida pessoal
De 2001 a 2012 foi casado com a atriz Ingra Liberato, com quem teve seu primeiro filho, Guilherme Liberato Leindecker, nascido em 11 de julho de 2003, no Rio de Janeiro.
No mesmo ano de sua separação casou-se com a jornalista e política Manuela d'Ávila. A filha do casal, Laura d'Ávila Leindecker, nasceu em 28 de agosto de 2015, em Porto Alegre.

## Discografia

### Bandaliera
- Nosso Lado Animal (1987)
- Ao Vivo (1991)

### Solo[13]
- Duca Leindecker (1988)
- Voz, Violão e Batucada (2013)
- Plano Aberto (2015)
- Baixar Armas (2018)
- Próximo Céu (2020) (EP)

### Cidadão Quem
- Outras Caras (1993)
- A lente azul (1996)
- Spermatozoon (1999)
- Soma (2000)
- Girassóis da Rússia (2002)
- Acústico no Theatro São Pedro (2004)
- 7 (2007)

### Pouca Vogal
- Pouca Vogal: Gessinger + Leindecker (2008)
- Ao Vivo Em Porto Alegre (2009)

## Livros
- A casa da esquina (1999)
- A favor do vento (2002)
- O menino que pintava sonhos (2013)

## Prêmios e indicações

### Prêmio Açorianos
| Ano  | Categoria                  | Indicação                                                     | Resultado |
| ---- | -------------------------- | ------------------------------------------------------------- | --------- |
| 1991 | Instrumentista             | Duca Leindecker                                               | Indicado  |
| 1996 | Instrumentista de Cordas   | Duca Leindecker                                               | Venceu    |
| 2003 | Instrumentista de Pop/Rock | Duca Leindecker                                               | Indicado  |
| 2004 | Instrumentista de Pop/Rock | Duca Leindecker                                               | Indicado  |
| 2009 | Intérprete de Pop/Rock     | Duca Leindecker                                               | Venceu    |
| 2009 | Instrumentista de Pop/Rock | Duca Leindecker                                               | Venceu    |
| 2009 | Produtor Musical           | Duca Leindecker (por Ao Vivo em Porto Alegre, de Pouca Vogal) | Indicado  |
| 2013 | Instrumentista de Pop      | Duca Leindecker                                               | Venceu    |
| 2015 | Álbum de Pop               | Plano Aberto                                                  | Venceu    |
| 2015 | Instrumentista de Pop      | Duca Leindecker                                               | Indicado  |
| 2015 | DVD do Ano                 | Plano Aberto                                                  | Indicado  |
| 2019 | Disco POP                  | Baixa Armas                                                   | Indicado  |
| 2019 | Compositor POP             | Duca Leindecker                                               | Indicado  |